# Nesvačily
Nesvačily település Csehországban, a Berouni járásban. Nesvačily Skuhrov, Vinařice, Všeradice, Podbrdy és Liteň településekkel határos. Lakosainak száma 177 fő (2024. január 1.).

## Népesség
A település lakosságának változását az alábbi diagram mutatja:
| Lakosok száma | 245  | 249  | 211  | 177  | 128  | 107  | 155  | 164  | 181  | 177  |
|               | 1869 | 1890 | 1921 | 1950 | 1980 | 2001 | 2017 | 2019 | 2022 | 2024 |